# 韋爾斯鎮區 (愛荷華州阿珀努斯縣)
韋爾斯鎮區（英語：Wells Township）是位於美國愛荷華州阿珀努斯縣的一個行政鎮區。

## 地方資料
根據2010年美國人口普查的數據，韋爾斯鎮區的面積為99.73平方千米，當中陸地面積為99.50平方千米，而水域面積為0.23平方千米。當地共有人口270人，而人口密度為每平方千米2.71人。